# Benedykt Narajowski
Benedykt Narajowski herbu Janina – wojski żydaczowski w 1588 roku, stolnik halicki w 1588 roku, podstoli halicki w 1587 roku.
Sędzia kapturowy ziemi lwowskiej i ziemi halickiej w 1587 roku. Członek konfederacji rzeszowskiej 1587 roku.